# Park Źródła Olechówki
Park Źródła Olechówki – park miejski w Łodzi położony pomiędzy aleją Ofiar Terroryzmu 11 Września oraz ulicami: Kazimierza Odnowiciela i Bolka Świdnickiego, na terenie osiedla Olechów. Powstał w 2010 roku. Obejmuje powierzchnię o wielkości ponad 15 ha. Swój początek bierze tu rzeka Olechówka. Obszar parku jest bardzo podmokły i dlatego w przyszłości przewiduje się jego meliorację. Roślinność parku to dobrze zachowane naturalne nadrzeczne łąki wraz z bogatym drzewostanem. Park pełni funkcje rekreacyjne głównie dla mieszkańców Olechowa. Znajduje się tutaj także miejsce do grillowania, a w roku 2018 w parku zbudowano tężnię solankową.